# 黃文成
黃文成（1973年4月20日—），台灣足球運動員，職司前鋒，曾效力於台電足球隊。於2012年2月4日引退。